# فرناندو دا پیداده دیاز دوس سانتوس
فرناندو دا پیداده دیاز دوس سانتوس (انگلیسی: Fernando da Piedade Dias dos Santos؛ زادهٔ ۵ مارس ۱۹۵۰) یک سیاست‌مدار اهل آنگولا است.